# گردشگری در اندونزی

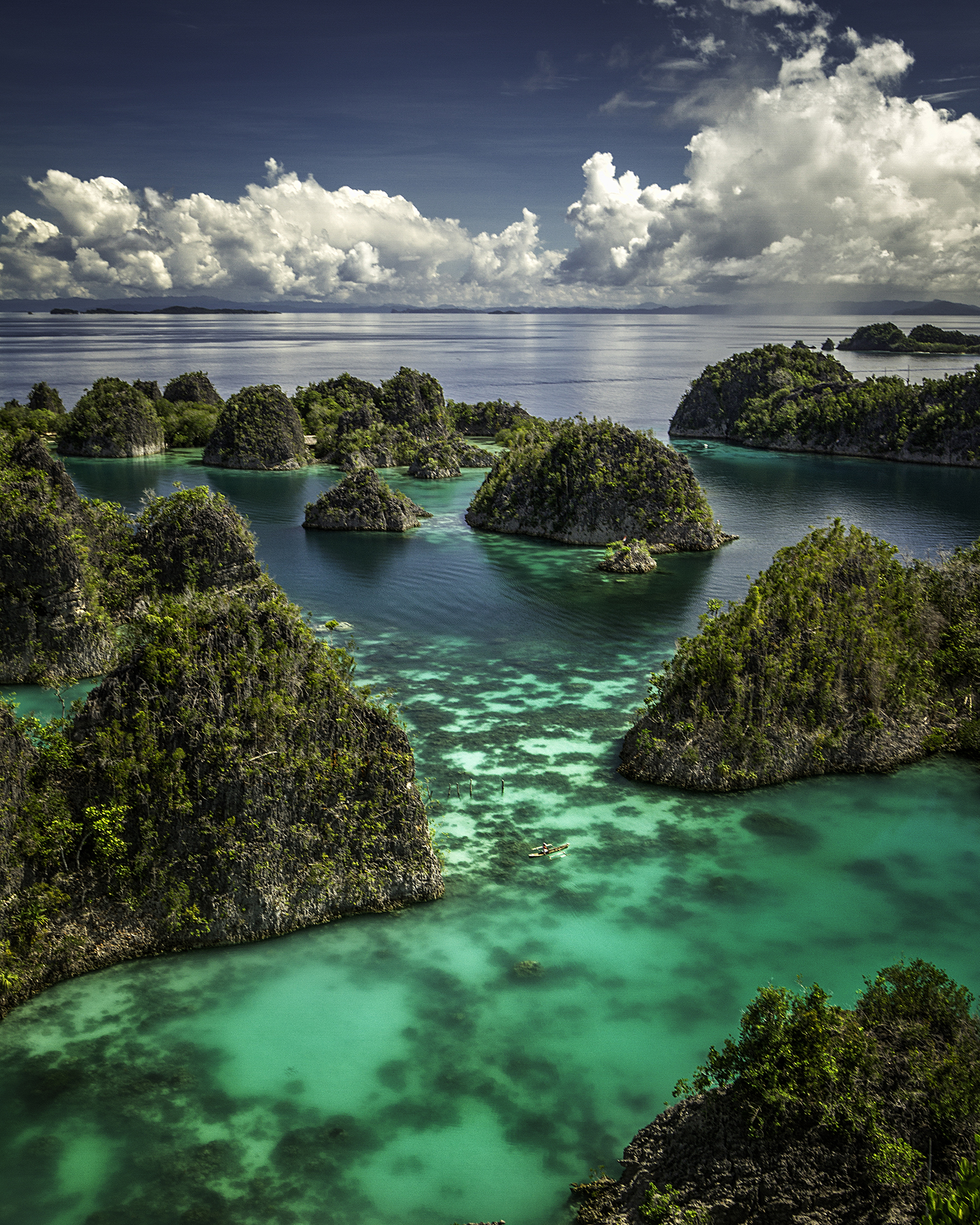
مجمع الجزایر کارستی پیانمو در راجا آمپات، پاپوآ غربی

گردشگری در اندونزی یکی از مهم‌ترین بخش‌های مهم اقتصاد اندونزی و همچنین منبع قابل توجهی از درآمد ارزی این کشور است. اندونزی در سال ۲۰۱۷ در رتبه ۲۰ صنعت گردشگری جهان قرار گرفت، همچنین به عنوان نهمین بخش جهانگردی با رشد سریع، سومین رشد سریع در آسیا و سریعترین رشد در جنوب شرقی آسیا قرار گرفت. در سال ۲۰۱۸، دنپاسار، جاکارتا و باتام در میان ۱۰ شهر جهان با رشد سریع گردشگری به ترتیب رشد ۳۲٫۷، ۲۹٫۲ و ۲۳٫۳ درصد قرار دارند. این کشور قصد دارد ۸ درصد از تولید ناخالص داخلی را از بخش گردشگری به دست آورد و هدف آن جذب حدود ۲۰ میلیون بازدید کننده تا سال ۲۰۱۹ است. بخش جهانگردی در میان بخش‌های صادراتی کالاها و خدمات به عنوان چهارمین کشور بزرگ رتبه‌بندی شده‌است.

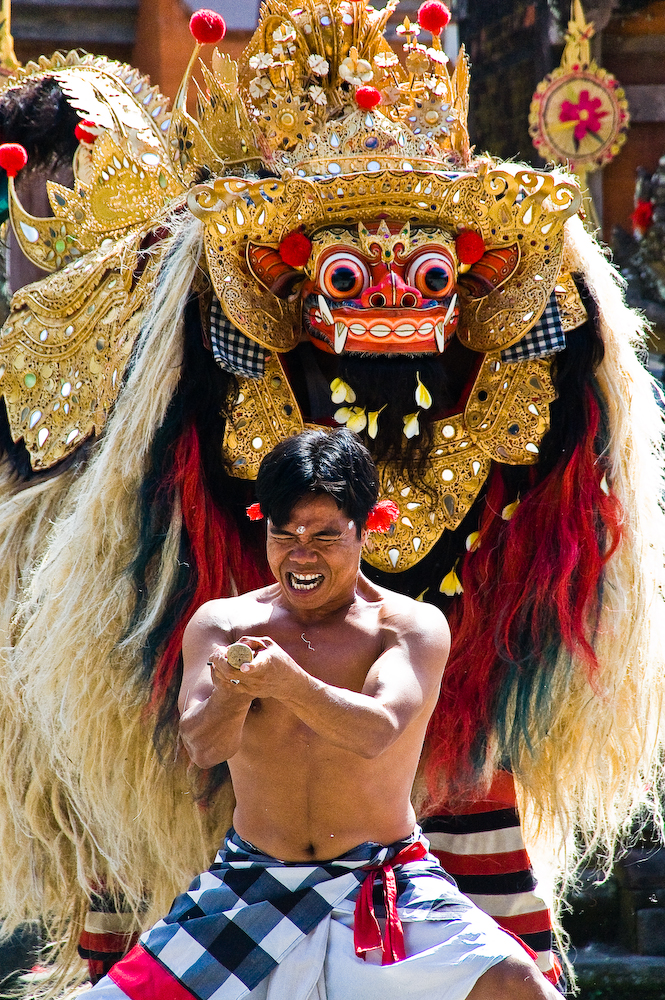
اندونزی دارای فرهنگ غنی و رنگارنگی مانند اجرای رقص بارونگ در بالی است.

در سال ۲۰۱۹، اندونزی ۱۶٫۱۰ میلیون ورود گردشگر خارجی را ثبت کرد، که ۱٫۹ درصد رشد نسبت به سال ۲۰۱۸ را نشان می‌دهد. در سال ۲۰۱۵، ۹٫۷۳ میلیون بازدید کننده بین‌المللی وارد اندونزی شده‌اند و به‌طور متوسط ۷/۵ شب در هتل‌ها اقامت دارند و در طول بازدید خود به ازای هر نفر به‌طور متوسط ۱۱۱۴ دلار آمریکا یا هر نفر ۲۲۲/۱۵ دلار آمریکا روزانه هزینه می‌کنند. سنگاپور، مالزی، چین، استرالیا و ژاپن پنج منبع اصلی بازدید از اندونزی هستند.
گزارش رقابت پذیری سفر و جهانگردی ۲۰۱۹ با امتیاز ۴٫۳ شاخص رقابت و سفر و جهانگردی، اندونزی را در رتبه ۴۰ ام از بین ۱۴۰ کشور قرار داده‌است. این نسبت به موقعیت اندونزی در رتبه ۴۲، از بین ۱۳۶ کشور در مجموع با نمره شاخص ۴٫۲، دو رتبه پیشرفت را نشان می‌دهد.
در سال ۲۰۱۶ گزارش شد که دولت با جذب سرمایه گذاران خارجی بیشتر در توسعه گردشگری سرمایه‌گذاری می‌کند. دولت ۱۰ مقصد را به شرح زیر اولویت قرار داده‌است: بوروبودور، جاوا مرکزی. ماندالیکا، غرب نوسا تنگگارا؛ لبوان باجو، شرق نوسا تنگگارا؛ Bromo-Tengger-Semeru، شرق جاوا؛ هزار جزیره، جاکارتا؛ توبا، سوماترا شمالی؛ واکاتوبی، جنوب شرقی سولاوسی؛ تانجونگ لسونگ، بانتن؛ موروتای، مالوکو شمالی؛ و Tanjung Kelayang , Belitung.
همان‌طور که در جاکارتا پست نقل شده، دولت قصد دارد ۲۷۵ میلیون سفر توسط گردشگران داخلی تا پایان سال ۲۰۱۹ انجام شود. دولت همچنین تعهدات خود را از سرمایه گذاران بالقوه تأمین کرده‌است که در مجموع ۷۰ میلیون دلار آمریکا در زمینه ساخت اقامتگاه، تفرجگاه و امکانات بوم گردی در ۳ منطقه از ۱۰ منطقه می‌شود. اندونزی در مکان هفتم لیست ۱۰ کشور برتر لونلی پلانت برای بازدید در سال ۲۰۱۹ قرار دارد. این کشور توسط سایت مسافرتی مشاور سفر در رتبه چهارم از ۲۵ مقصد برتر جهان در سال ۲۰۱۸ قرار دارد.

## آمار

### ۲۰ کشور بازدید کننده برتر جهانی در اندونزی
منبع: آمار اندونزی
| رده | کشور                | ۲۰۱۹       | ۲۰۱۸       | ۲۰۱۷       | ۲۰۱۶       | ۲۰۱۵       | ۲۰۱۴      | ۲۰۱۳      | ۲۰۱۲      | ۲۰۱۱      |
| --- | ------------------- | ---------- | ---------- | ---------- | ---------- | ---------- | --------- | --------- | --------- | --------- |
| ۱   | مالزی               | ۲٬۹۸۰٬۷۵۳  | ۲٬۵۰۳٬۳۴۴  | ۱٬۲۳۸٬۲۷۶  | ۱٬۲۲۵٬۴۵۸  | ۱٬۴۳۱٬۷۲۸  | ۱٬۴۱۸٬۲۵۶ | ۱٬۳۸۰٬۶۸۶ | ۱٬۲۶۹٬۰۸۹ | ۱٬۱۷۳٬۳۵۱ |
| ۲   | چین                 | ۲٬۰۷۲٬۰۷۹  | ۲٬۱۳۹٬۱۶۱  | ۱٬۹۷۲٬۴۰۵  | ۱٬۴۵۲٬۹۷۱  | ۱٬۲۴۹٬۰۹۱  | ۱٬۰۵۲٬۷۰۵ | ۸۵۸٬۱۴۰   | ۷۲۶٬۰۸۸   | ۵۹۴٬۹۹۷   |
| ۳   | سنگاپور             | ۱٬۹۳۴٬۴۴۵  | ۱٬۷۶۸٬۷۴۴  | ۱٬۵۱۲٬۸۱۳  | ۱٬۴۷۲٬۷۶۷  | ۱٬۵۹۴٬۱۰۲  | ۱٬۵۵۹٬۰۴۴ | ۱٬۴۳۲٬۰۶۰ | ۱٬۳۲۴٬۷۰۶ | ۱٬۳۲۴٬۸۳۹ |
| ۴   | استرالیا            | ۱٬۳۸۶٬۸۰۳  | ۱٬۳۰۱٬۴۷۸  | ۱٬۱۸۸٬۴۴۹  | ۱٬۱۹۸٬۰۳۳  | ۱٬۰۹۰٬۰۲۵  | ۱٬۱۴۵٬۵۷۶ | ۹۸۳٬۹۱۱   | ۹۵۲٬۷۱۷   | ۹۳۳٬۳۷۶   |
| ۵   | تیمور شرقی          | ۱٬۱۷۸٬۳۸۱  | ۱٬۷۶۲٬۴۴۲  | ۹۶۰٬۰۲۶    | ۹۵۶٬۸۷۴    | ۹۲۱٬۶۵۷    | ۸۷۳٬۲۵۸   | ۷۶۹٬۶۹۷   | ۷۱۹٬۹۹۶   | ۶۶۸٬۱۳۹   |
| ۶   | هند                 | ۶۵۷٬۳۰۰    | ۵۹۵٬۶۳۶    | ۴۸۵٬۳۱۴    | ۳۷۶٬۸۰۲    | ۳۰۶٬۹۶۰    | ۲۶۷٬۰۸۲   | ۲۳۱٬۲۶۶   | ۱۹۶٬۹۸۳   | ۱۸۱٬۷۹۱   |
| ۷   | ژاپن                | ۵۱۹٬۶۲۳    | ۵۳۰٬۵۷۳    | ۵۳۸٬۳۳۴    | ۵۱۳٬۲۹۷    | ۵۲۸٬۶۰۶    | ۵۰۵٬۱۷۵   | ۴۹۷٬۳۹۹   | ۴۶۳٬۴۸۶   | ۴۲۳٬۱۱۳   |
| ۸   | ایالات متحده آمریکا | ۴۵۷٬۸۳۲    | ۳۸۷٬۸۵۶    | ۳۳۱٬۱۳۲    | ۲۹۶٬۱۸۳    | ۲۶۹٬۰۶۲    | ۲۴۶٬۳۹۷   | ۲۳۶٬۳۷۵   | ۲۱۷٬۵۹۹   | ۲۰۳٬۲۰۵   |
| ۹   | بریتانیا            | ۳۹۷٬۶۲۴    | ۳۹۲٬۱۱۲    | ۳۶۱٬۱۹۷    | ۳۲۸٬۸۸۲    | ۲۸۶٬۸۰۶    | ۲۴۴٬۵۹۴   | ۲۳۶٬۷۹۴   | ۲۱۹٬۷۲۶   | ۲۰۱٬۲۲۱   |
| ۱۰  | کرهٔ جنوبی           | ۳۸۸٬۳۱۶    | ۳۵۸٬۸۸۵    | ۳۷۸٬۷۶۹    | ۳۴۳٬۸۸۷    | ۳۷۵٬۵۸۶    | ۳۵۲٬۰۰۴   | ۳۵۱٬۱۵۴   | ۳۲۸٬۹۸۹   | ۳۲۰٬۵۹۶   |
| ۱۱  | فرانسه              | ۲۸۳٬۸۱۴    | ۲۸۷٬۹۱۷    | ۲۶۸٬۹۸۹    | ۲۵۰٬۹۲۱    | ۲۰۸٬۶۷۹    | ۲۰۸٬۵۳۷   | ۲۰۱٬۹۱۷   | ۱۸۴٬۲۷۳   | ۱۷۱٬۷۳۶   |
| ۱۲  | آلمان               | ۲۷۷٬۶۵۳    | ۲۷۴٬۱۶۶    | ۲۶۰٬۵۸۶    | ۲۳۱٬۶۹۴    | ۲۰۱٬۲۰۲    | ۱۸۴٬۴۶۳   | ۱۷۳٬۴۷۰   | ۱۵۸٬۲۱۲   | ۱۴۹٬۱۱۰   |
| ۱۳  | فیلیپین             | ۲۶۰٬۹۸۰    | ۲۱۷٬۸۷۴    | ۱۶۲٬۷۲۶    | ۱۴۹٬۴۹۰    | ۲۶۷٬۷۰۰    | ۲۴۸٬۱۸۲   | ۲۴۷٬۵۷۳   | ۲۳۶٬۸۶۶   | ۲۱۰٬۰۲۹   |
| ۱۴  | هلند                | ۲۱۵٬۲۸۷    | ۲۰۹٬۹۷۸    | ۲۰۵٬۸۴۴    | ۱۹۵٬۴۶۳    | ۱۷۲٬۳۷۱    | ۱۶۸٬۴۹۴   | ۱۶۱٬۴۰۲   | ۱۵۲٬۷۴۹   | ۱۶۳٬۲۶۸   |
| ۱۵  | تایوان              | ۲۰۷٬۴۹۰    | ۲۰۸٬۳۱۷    | ۲۱۱٬۴۸۹    | ۲۰۹٬۳۶۹    | ۲۲۳٬۴۷۸    | ۲۲۰٬۳۲۸   | ۲۴۷٬۱۴۶   | ۲۱۷٬۷۰۸   | ۲۲۸٬۹۲۲   |
| ۱۶  | روسیه               | ۱۵۸٬۹۴۳    | ۱۲۵٬۷۲۸    | ۱۱۰٬۵۲۹    | ۸۰٬۵۱۴     | ۶۵٬۷۰۵     | ۸۸٬۷۷۵    | ۸۲٬۸۶۳    | ۷۶٬۵۸۴    | ۷۸٬۵۳۱    |
| ۱۷  | عربستان سعودی       | ۱۵۷٬۵۱۲    | ۱۶۵٬۹۱۲    | ۱۶۶٬۱۱۱    | ۱۸۶٬۶۵۴    | ۱۶۰٬۶۹۶    | ۱۴۷٬۰۷۴   | ۱۵۰٬۲۴۷   | ۱۴۴٬۵۸۴   | ۱۴۰٬۵۷۹   |
| ۱۸  | نیوزیلند            | ۱۴۹٬۰۱۰    | ۱۲۸٬۳۶۶    | ۱۰۶٬۹۱۴    | ۱۰۲٬۷۷۶    | ۹۸٬۸۶۱     | ۹۴٬۷۳۵    | ۹۱٬۱۴۴    | ۸۸٬۴۸۹    | ۸۷٬۲۳۳    |
| ۱۹  | تایلند              | ۱۳۶٬۶۹۹    | ۱۲۴٬۱۵۳    | ۱۰۶٬۵۱۰    | ۹۸٬۸۶۴     | ۹۳٬۵۹۰     | ۹۵٬۱۹۵    | ۹۲٬۵۴۹    | ۹۳٬۶۴۲    | ۹۰٬۱۶۷    |
| ۲۰  | کانادا              | ۱۰۳٬۶۱۶    | ۹۷٬۹۰۸     | ۹۶٬۱۳۹     | ۹۴٬۱۷۸     | ۹۱٬۴۳۷     | ۸۸٬۱۵۷    | ۸۵٬۴۷۸    | ۸۴٬۳۶۹    | ۸۲٬۶۴۱    |
| کل  | همه کشورها          | ۱۶٬۱۰۶٬۹۵۴ | ۱۵٬۸۱۰٬۳۰۵ | ۱۴٬۰۳۹٬۷۹۹ | ۱۱٬۵۱۹٬۲۷۵ | ۱۰٬۴۰۶٬۷۵۹ | ۹٬۴۳۵٬۴۱۱ | ۸٬۸۰۲٬۱۲۹ | ۸٬۰۴۴٬۴۶۲ | ۷٬۶۴۹٬۷۳۱ |

ده مورد از محبوب‌ترین مقاصد گردشگری در اندونزی که توسط سازمان آمار مرکزی (BPS) ثبت شده‌اند، بالی، جاوا غربی، جاوا مرکزی، جاوا شرقی، جاکارتا، سوماترا شمالی، لامپونگ، سولاوسی جنوبی، سوماترای جنوبی، بانتن و سوماترای غربی هستند.

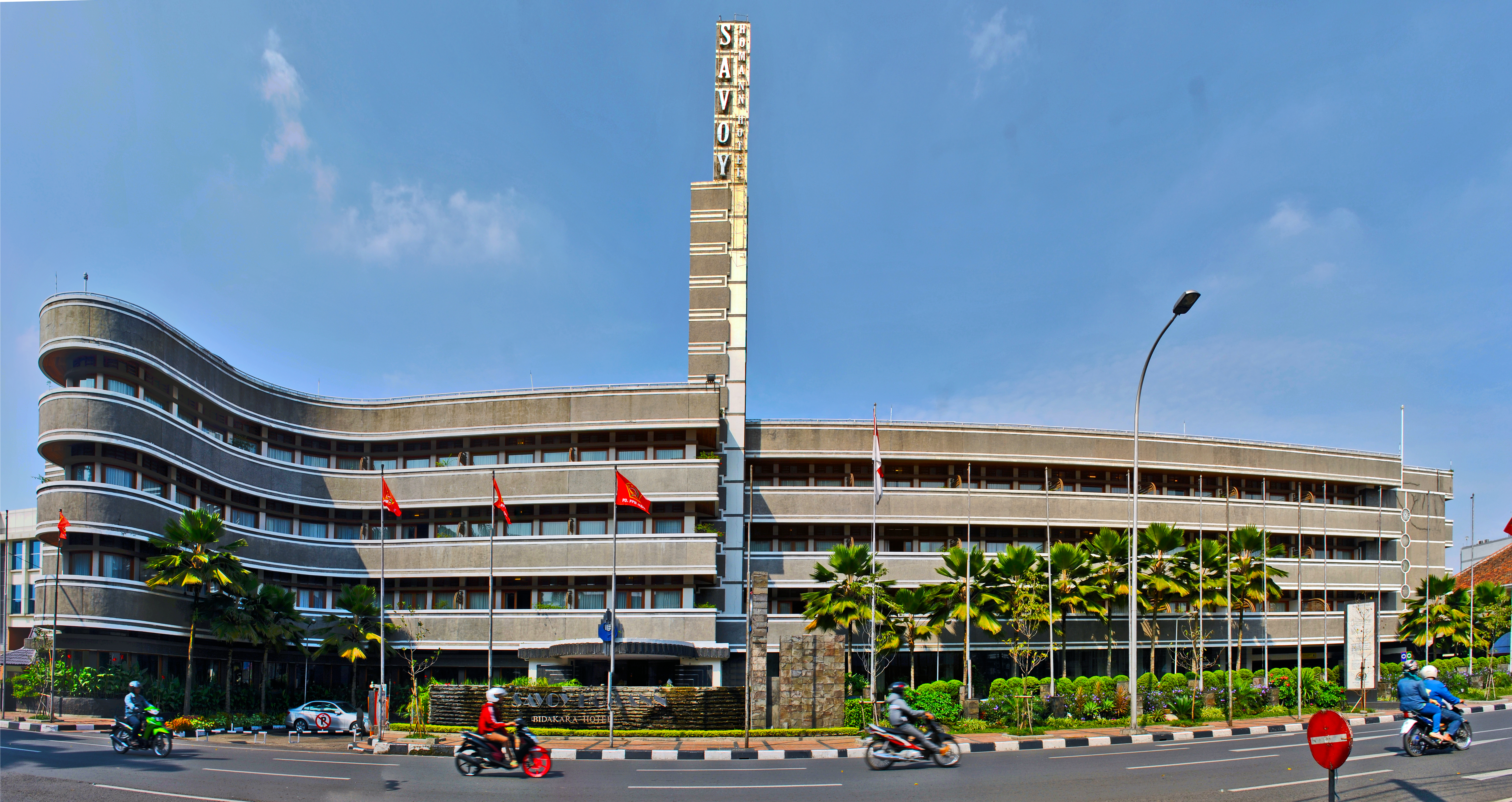
هتل Savoy Homann (تکمیل شده در سال ۱۹۳۹) در باندونگ، نمونه ای از ساختمانهای Art Deco در اندونزی

## طبیعت گردی

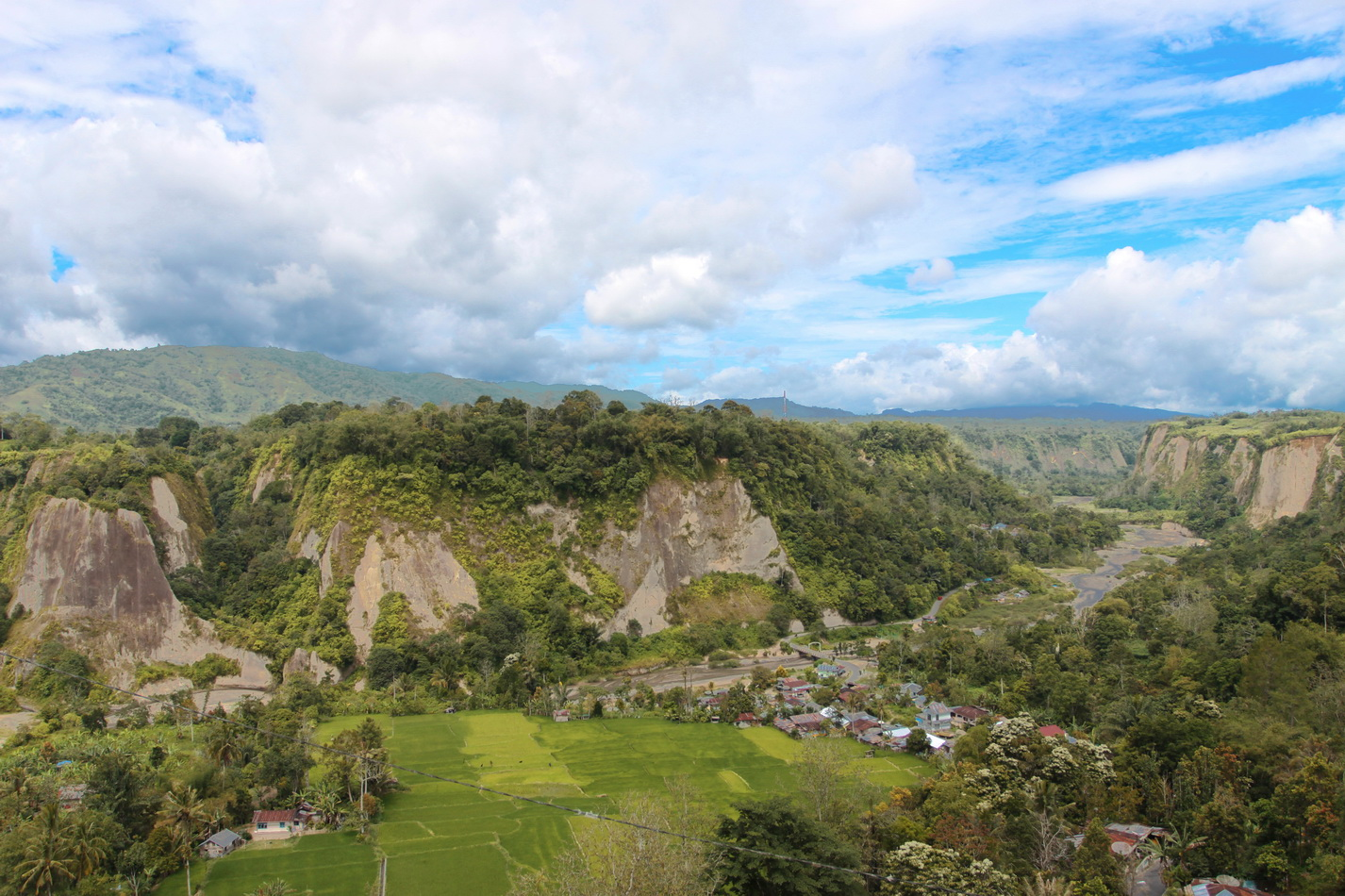
دره عمیق و باریک Sianok در بوکیت تینگی، غرب سوماترا

اندونزی دارای یک اکوسیستم طبیعی کاملاً حفظ شده و دارای جنگل‌های بارانی است که بیش از ۵۷٪ از زمین اندونزی شامل می‌شود. یکی از دلایلی که اکوسیستم طبیعی در اندونزی هنوز به خوبی حفظ شده این است أن است که فقط ۶۰۰۰ جزیره از ۱۷٬۰۰۰ جزیره به‌طور دائم محل زندگی است. جنگل‌های موجود در سوماترا و جاوا نمونه ای از مقاصد محبوب گردشگری است. علاوه بر این، اندونزی یکی از طولانی‌ترین سواحل جهان را با تعدادی سواحل و استراحتگاه‌های جزیره ای، مانند سواحل در جنوب بالی، لومبوک، بینتان و جزیره نیاس دارد. با این حال، بیشتر سواحل به خوبی محافظت شده، مناطقی هستند که در مناطق منزوی تر و کمتر توسعه یافته مانند کریمونجاوا، جزایر توگیان و جزایر باند هستند.

## گردشگری فرهنگی
اندونزی متشکل از ۳۰۰ گروه قومی است. این تنوع فرهنگی با تأثیرات استعمارگرایان هندو، بودایی، اسلامی و اروپایی بیشتر می‌شود. در بالی، جایی که بیشتر هندوهای اندونزیایی زندگی می‌کنند، جشنواره‌های فرهنگی و مذهبی با اجرای نمایش‌های رقص بالی در معابد بالی از جذابیت‌های مهم گردشگران خارجی است.

## گردشگری شهری
فعالیت‌های تفریحی و گردشگری شهری شامل خرید، گشت و گذار در شهرهای بزرگ، یا لذت بردن از پارک‌های تفریحی مدرن، زندگی شبانه و سرگرمی است.

## نگارخانه

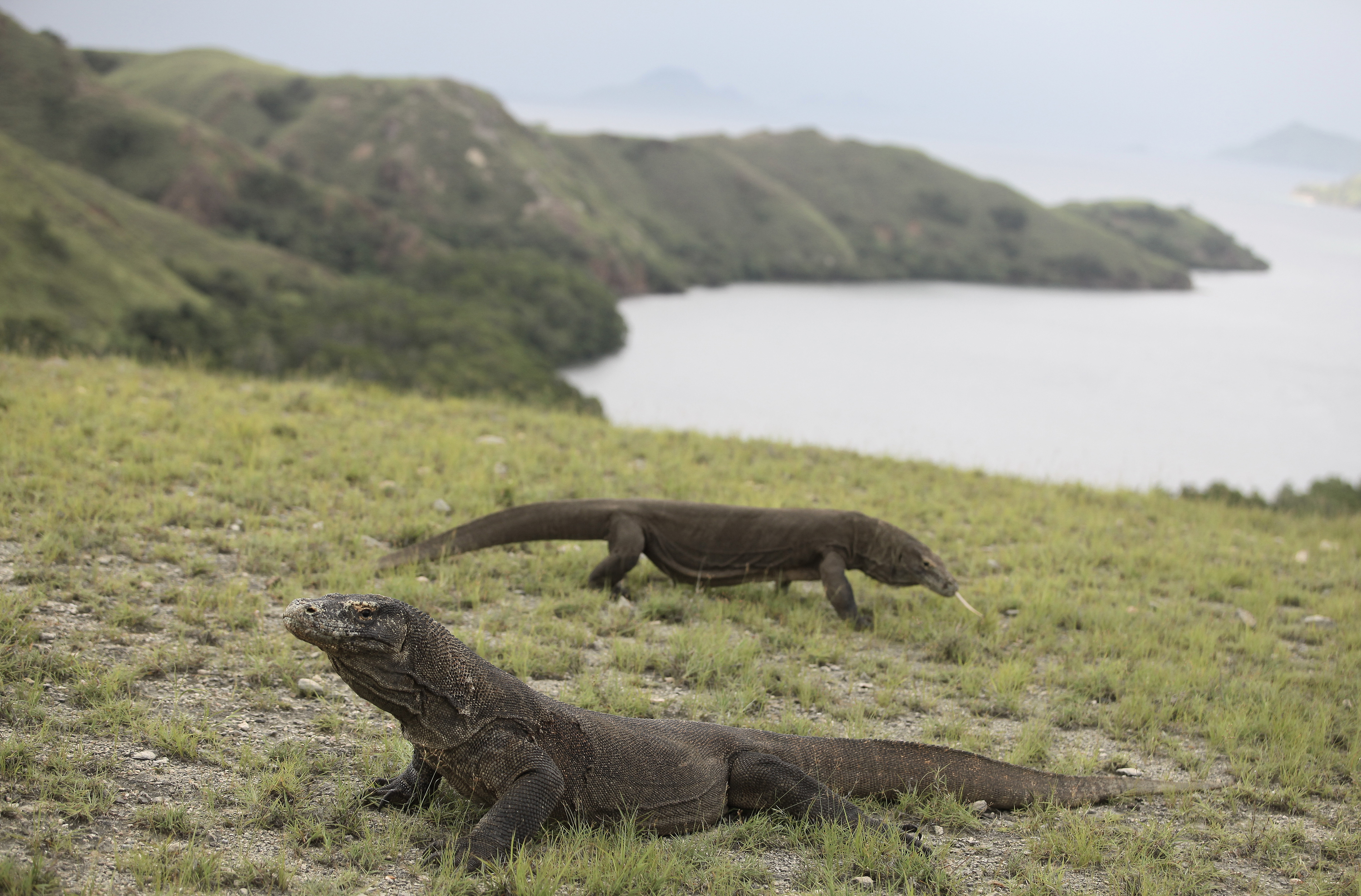
اژدهای کومودو در پارک ملی کومودو
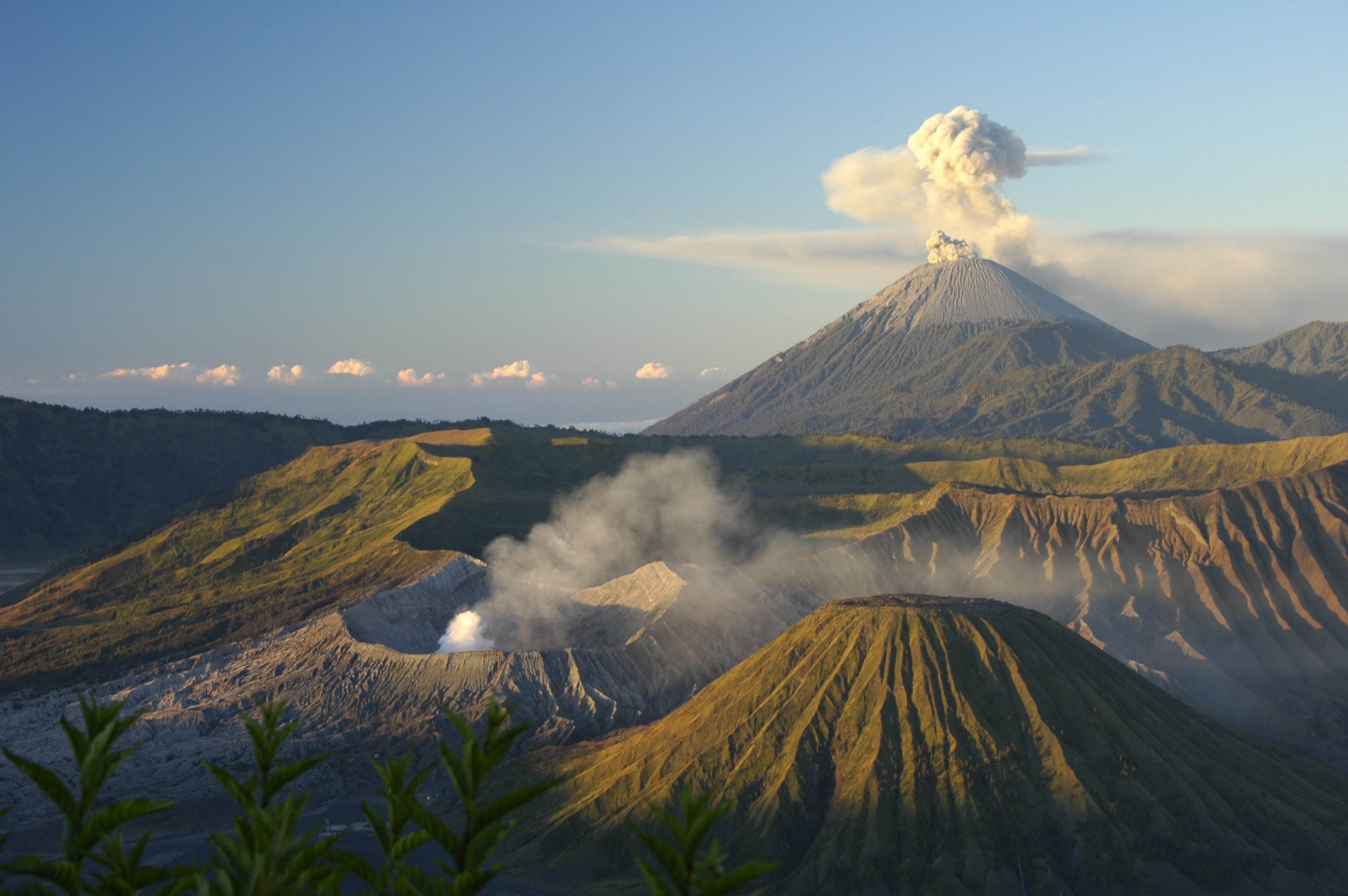
کوه‌های برومو و سمرو در جاوا شرقی
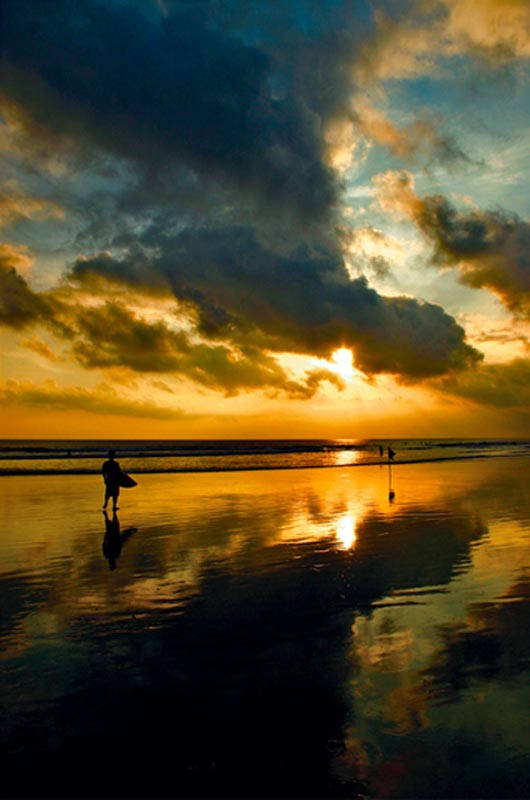
ساحل جیمباران، بالی
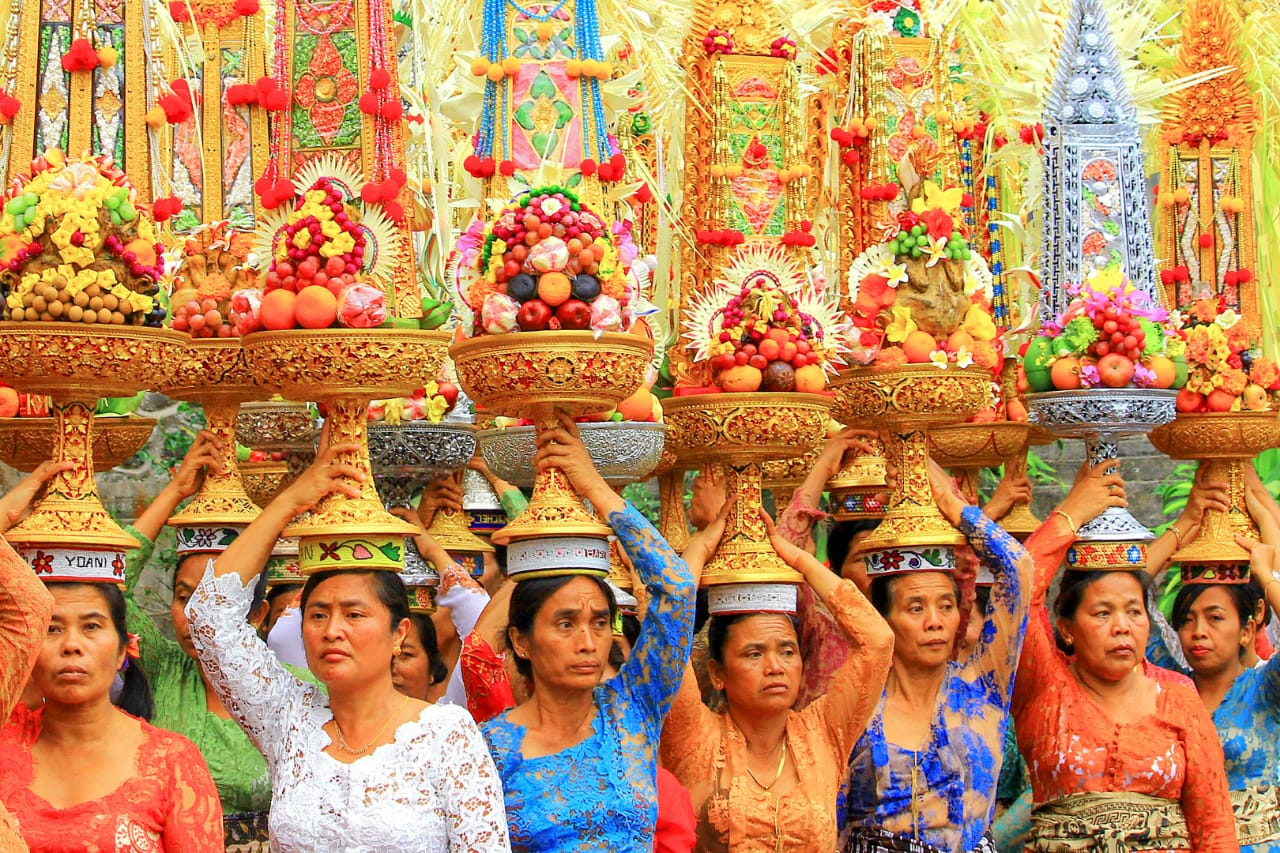
بالی به دلیل فرهنگ غنی و رنگارنگ، جشنواره‌ها و رقص‌های هندو مشهور است.
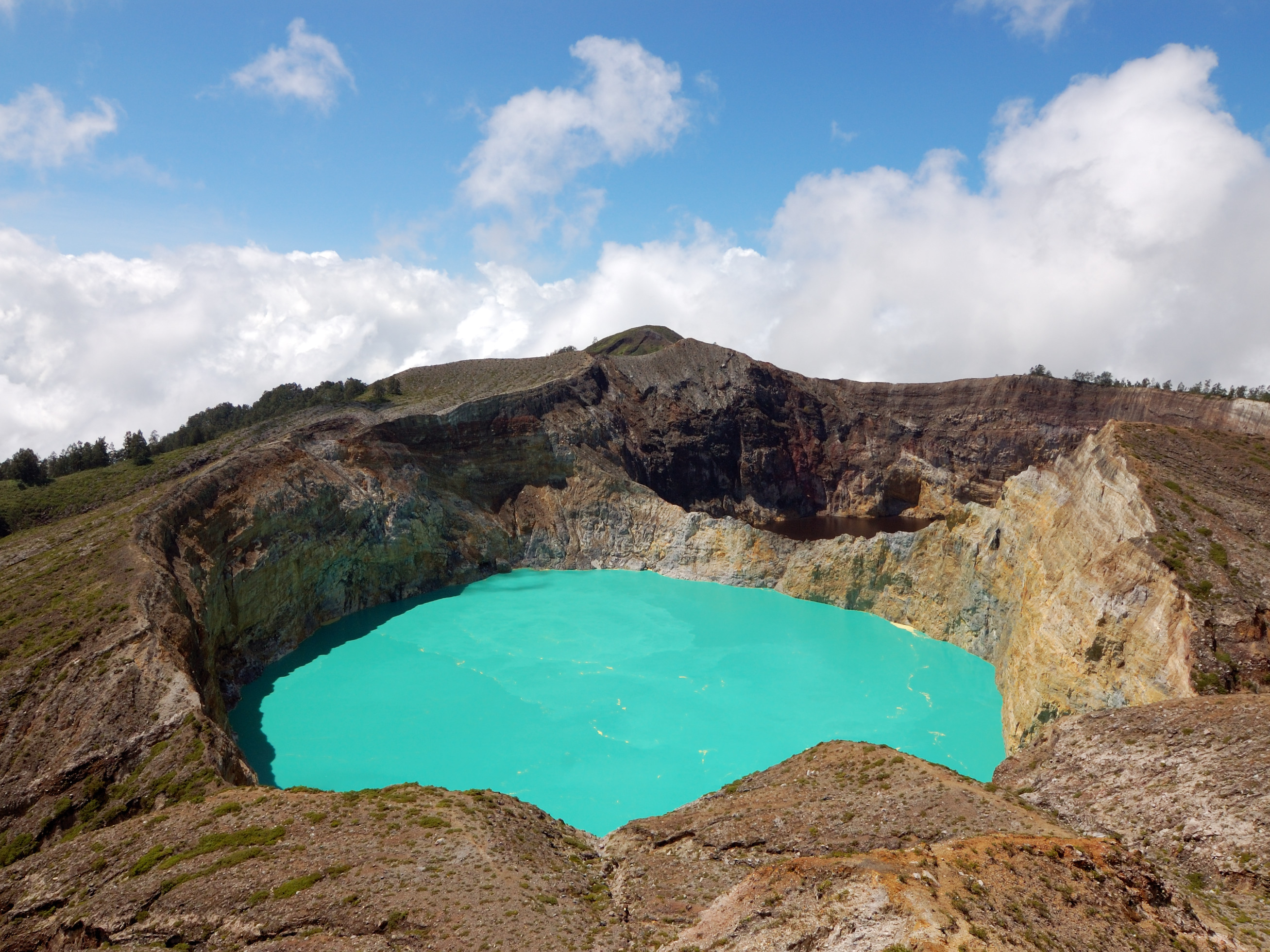
دریاچه‌های دهانه کوه کلیموتو ، شرق نوسا تنگگارا
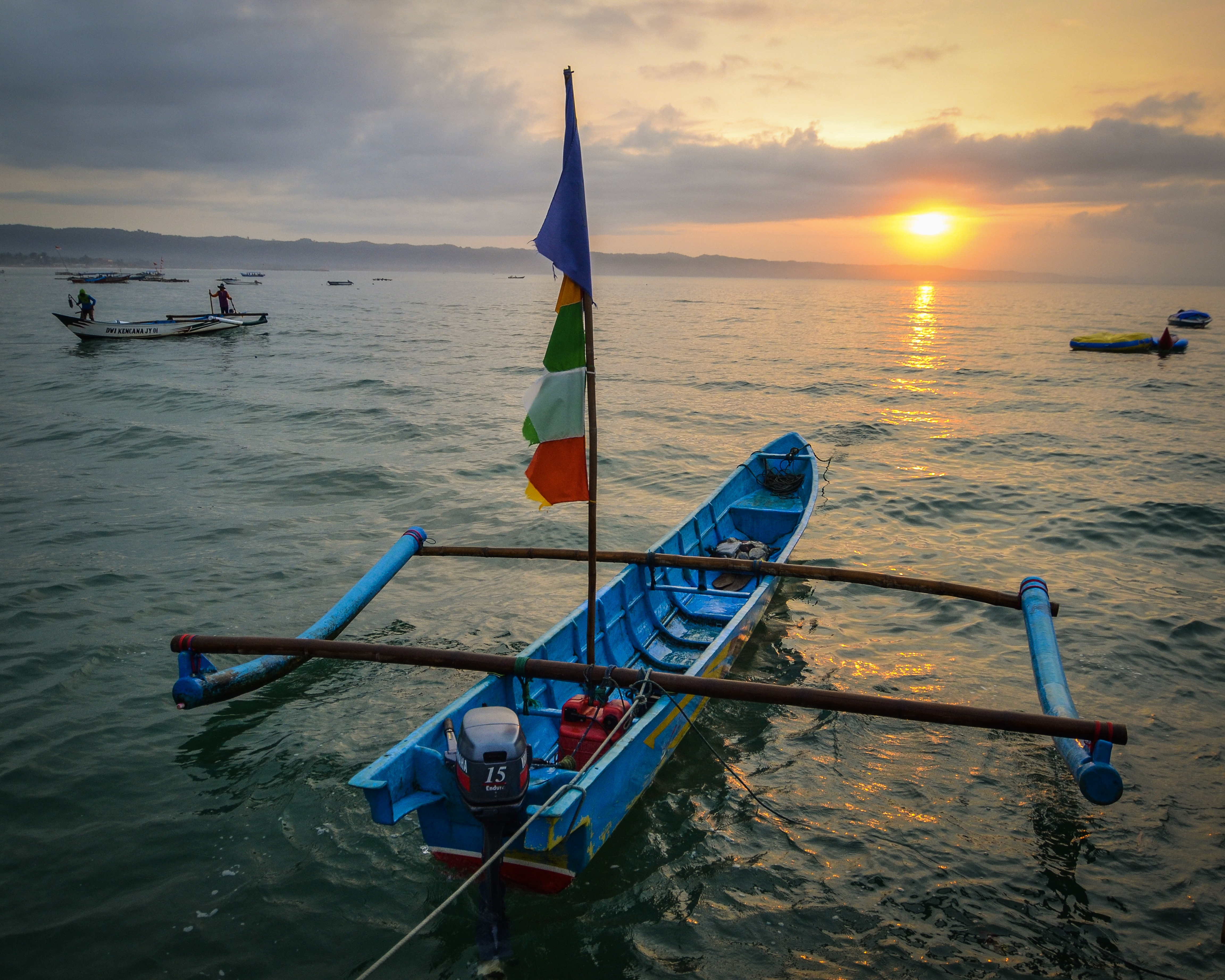
ساحل پنگندران ، جاوا غربی
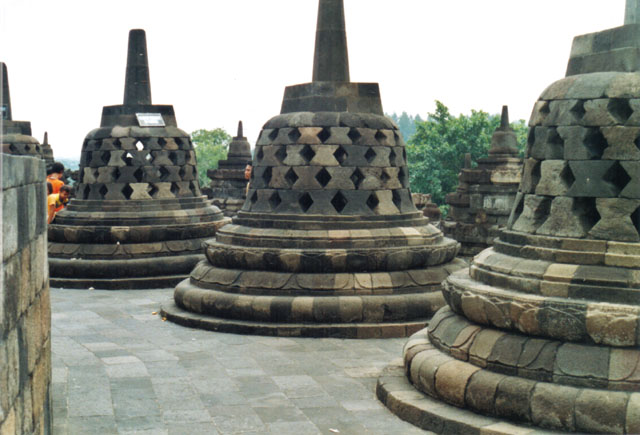
معبد بوروبودور ، یوگیاکارتا
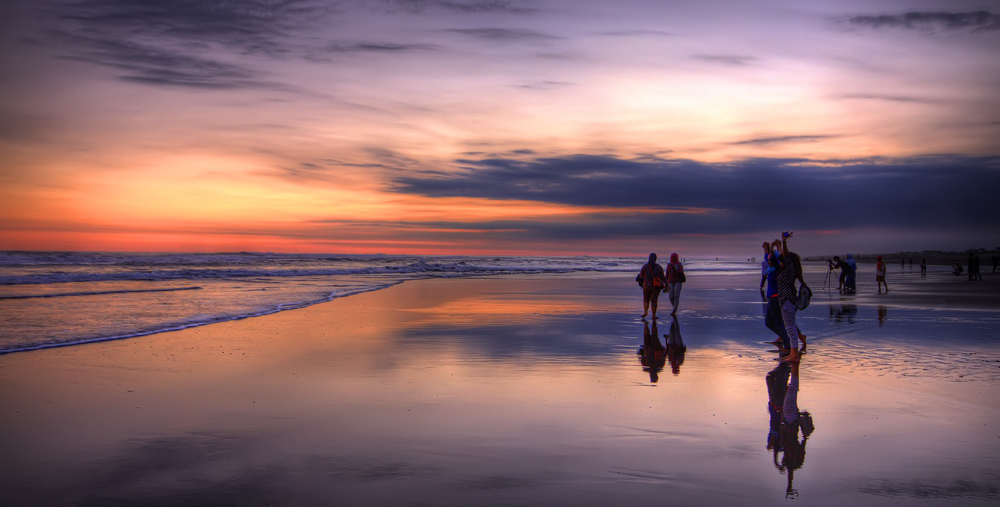
ساحل پارانگتریت ، یوگیاکارتا
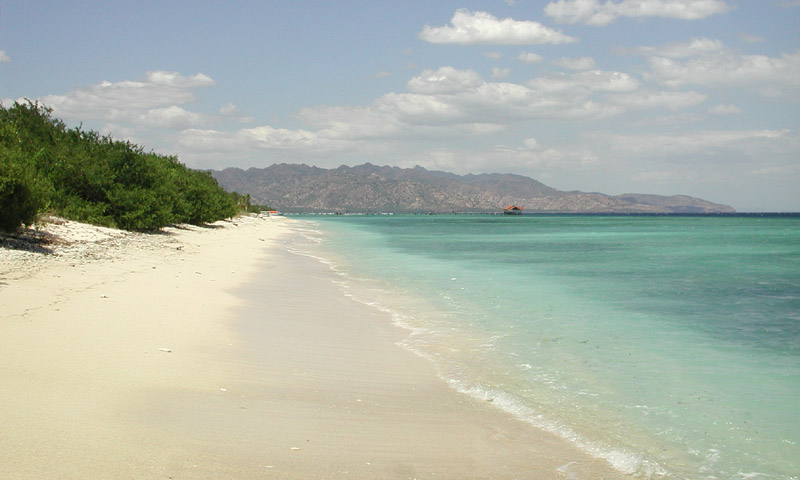
ساحل در Gili Meno با لومبوک در پس زمینه دور
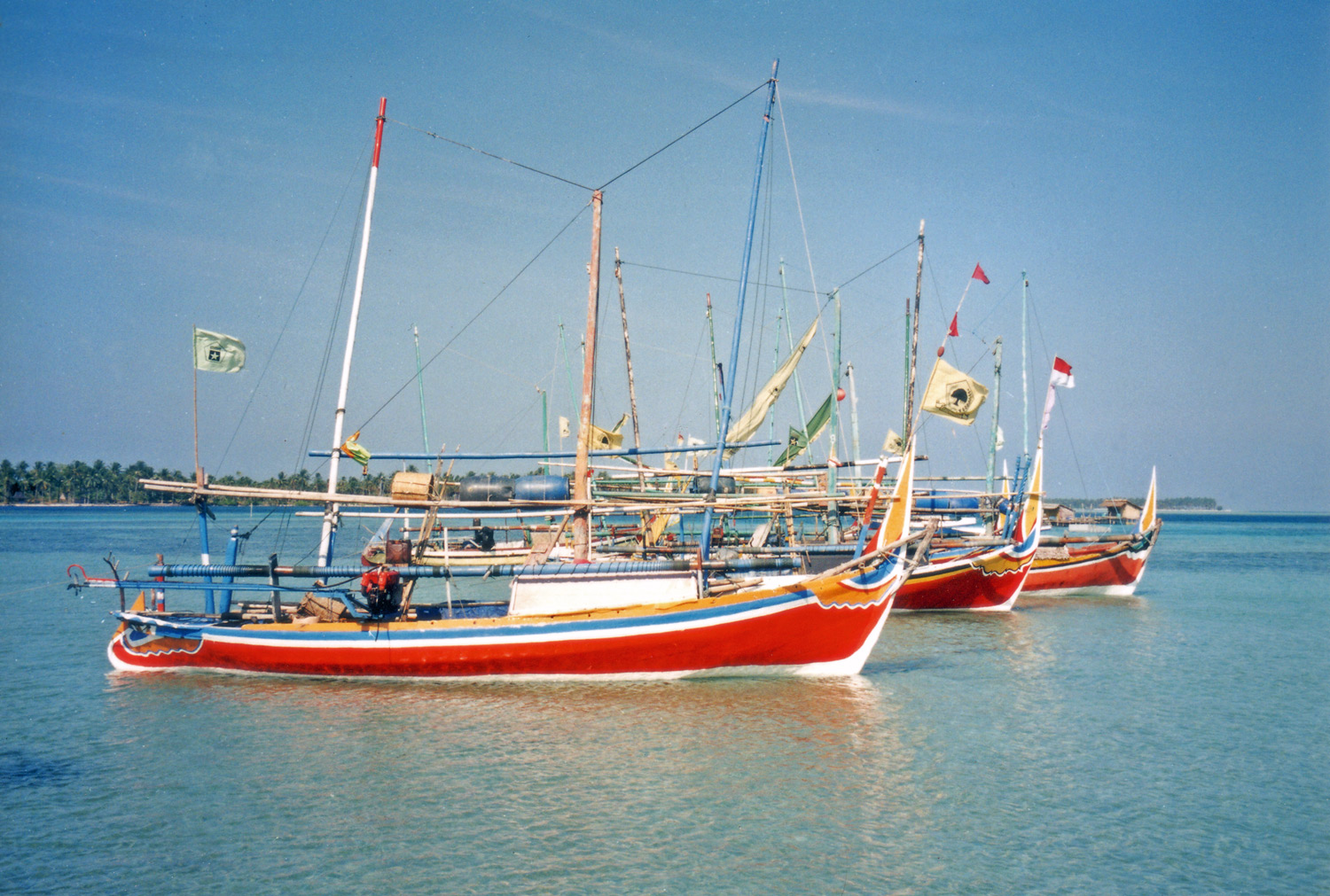
قایق‌های ماهیگیری در بندر اصلی Karimunjawa
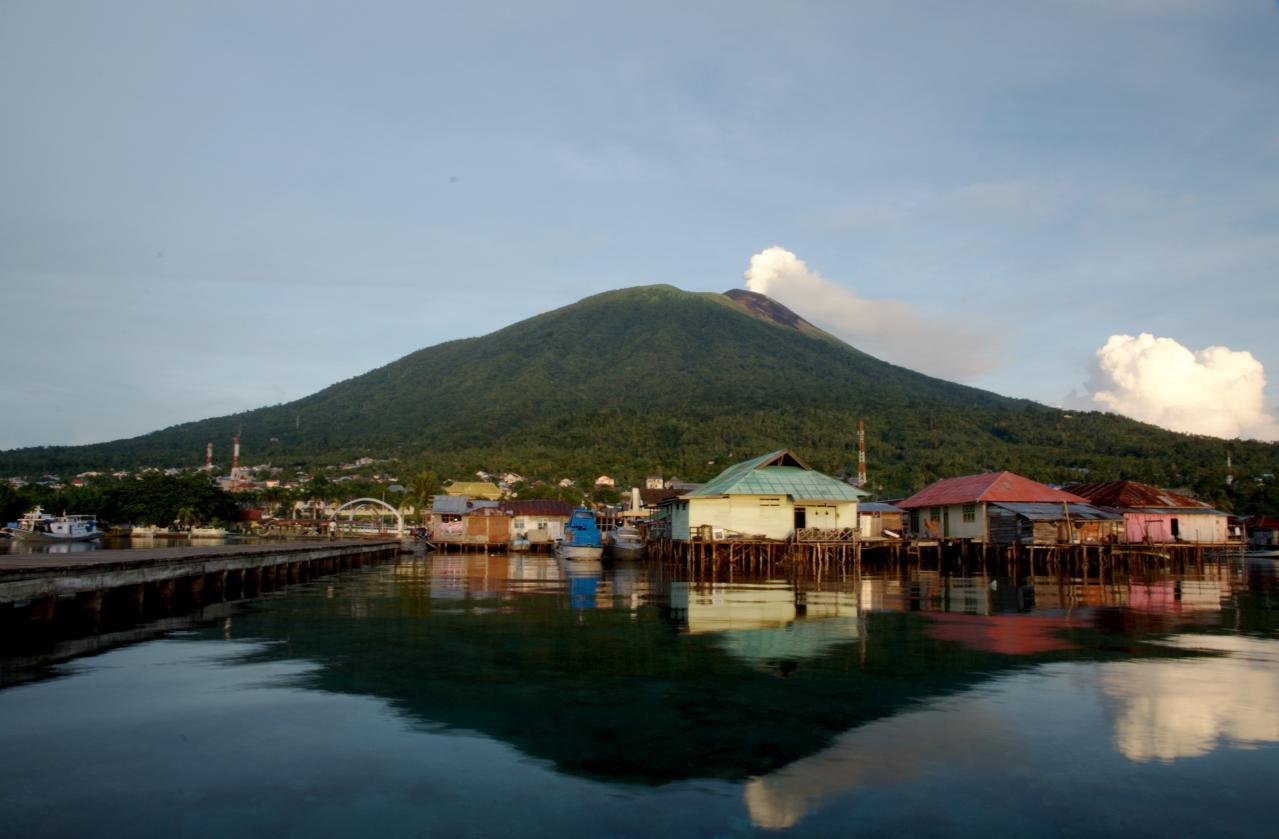
ترنته ، مالوکو شمالی
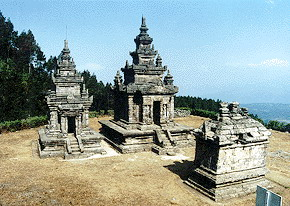
معابد Gedong Songo , Ungaran ، جاوا مرکزی
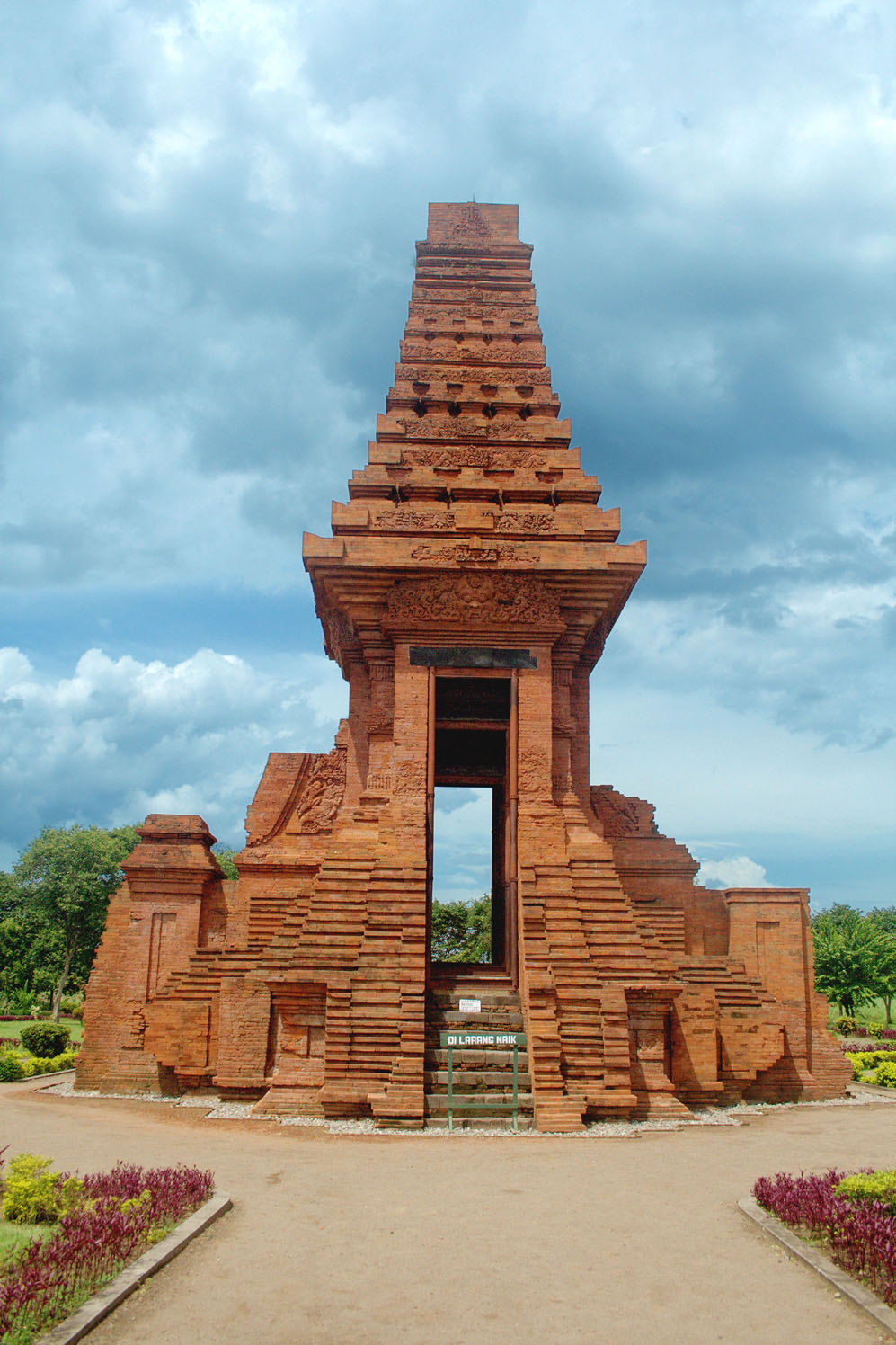
سایت باستانی تروولان ، جاوا شرقی
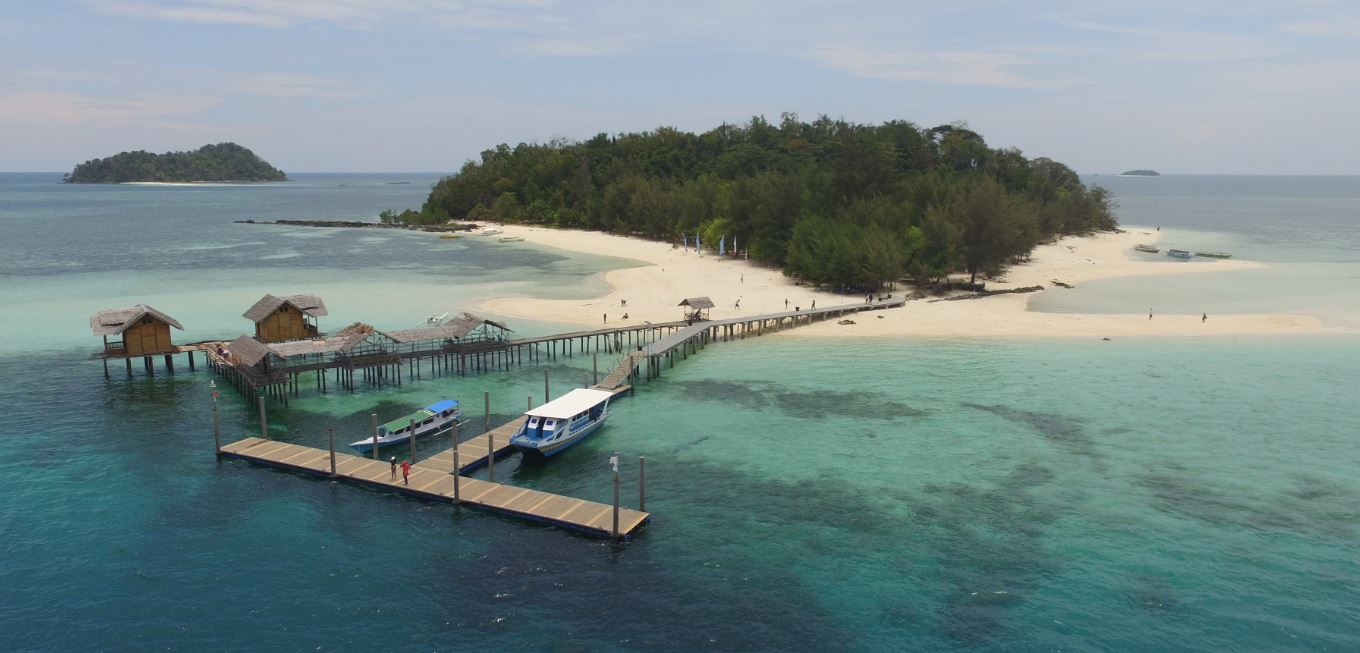
جزیره ساروند ، گورونتالو